# Hans-Jürgen Kreische
Hans-Jürgen Kreische (n. 19 iulie 1947, Dresda, Zona de ocupație sovietică) este un fotbalist ce a reprezentat Republica Democrată Germană, medaliat olimpic. A participat la o ediție a Jocurilor Olimpice (1972) în care a câștigat o medalie de bronz.